# Cispius maruanus
Cispius maruanus là một loài nhện trong họ Pisauridae.
Loài này thuộc chi Cispius. Cispius maruanus được Carl Friedrich Roewer miêu tả năm 1955.